# توماس بارسونز
توماس بارسونز (بالإنجليزية: Thomas Parsons)‏ هو سياسي أمريكي، ولد في 7 يناير 1814، وتوفي في 10 فبراير 1873. حزبياً، نشط في الحزب الجمهوري والحزب الديمقراطي. وقد انتخب عضو جمعية ولاية نيويورك وانتخب عضو مجلس ولاية نيويورك.